# Fangerne på Fortet
Fangerne på Fortet (fransk: Les Clés de Fort Boyard) var en fransk gameshow-serie, hvis danske version blev vist første gang på TV3 i 1993. Den første danske vært var Thomas Mygind, og derudover har blandt andre Ove Sprogøe (senere også Ole Ernst, Tage Axelson og Anders Lund Madsen) medvirket som Vismanden i Tårnet. Desuden medvirkede dværgene Jacques og Jules, på dansk kaldet "Pas på tur" og "Pas på tid". Serien var henlagt til det franske fort Fort Boyard, der er bygget af Napoleon.
Den 8. juni 2009 meddelte TV3, at en ny omgang af Fangerne på Fortet ville løbe over skærmen i efteråret 2009. 22. august 2009 havde programmet premiere med den tidligere fodboldlandsholdsmålmand Peter Schmeichel og Camilla Ottesen som værter.
Efter 10 års pause, meddelte TV3 i 2019, at man ville genoptage programmet. Den nye sæson fik premiere i efteråret 2020, og i efteråret 2021 har endnu en sæson premiere på Viaplay. Værterne er Camilla Ottesen og håndboldspiller Joachim Boldsen.

## Koncept
Et hold, ofte anført af en kendt dansker som f.eks. Annette Heick, Lotte Heise eller Asbjørn Riis, kæmper i udsendelserne for at få nogle nøgler gennem forskellige prøvelser og udfordringer, heriblandt et slangehul, en edderkoppekælder, klatrevægge osv,, som de så til sidst skulle bruge på at låse op for nogle porte til fortets tigergård, hvorfra de skulle skynde sig at få fat i så mange guldmønter (i serien kaldet boyarder) som muligt.
Vægten af det vundne guld blev ved udsendelsens slutning omregnet til danske kroner og doneret til forskellige godgørende organisationer og formål.

## Sæsoner

### Sæson 1 (1993)
I første sæson var der i hvert afsnit ét hold bestående fem deltagere. Holdet skulle have en holdkaptajn (der typisk var den mest kendte), et klogt hoved og en stærk mand. Værterne var Thomas Mygind og Camilla Sachs Bostrup. Vismanden var Tage Axelson. Monsieur Somu styrede gong-gongen og Monique d' Angeon passede på tigrene, mens deltagere blev ført rundt af dværgene Passepartout og Passepåtid, spillet af frankmændene André Bouchet og Alain Prévost. Første års holdkaptajner inkluderede bl.a Lotte Heise, Claus Christiansen og Thomas Eje.

### Sæson 2 (1994)
Sæson 2 kørte efter samme format som første sæson. Der var to ændringer i crew'et, nemlig Ove Sprogøe som ny vismand og Tumlingen, der nu styrede gong-gongen.

### Sæson 3-8 (1995-2000)
Sæson 3-8 kørte med samme format og også med Mygind som vært, samt med samme crew som Tumlingen, Monique og Passepartout og Passepåtid. Ole Ernst var vismand i alle de 5 sæsoner. Den kvindelige vært blev skiftet nogle gange i form af Sidsel Agensø (1995), Kamilla Gregersen (1996), Camilla Ottesen (1997) og Gitte Schnell (1999-2000).

### Sæson 9 (2009)
Sæsonen havde premiere på TV3 lørdag den 22. august 2009 kl. 20.00. Sæsonen bestod af 12 hold med hver fire deltagere. To hold skulle nu kæmpe mod hinanden i hvert afsnit.  Værterne er den tidligere fodboldlandsholdsmålmand Peter Schmeichel og Camilla Ottesen.

### Sæson 10 (2020)
Jubilæum 10. sæson, bestod af 8 episoder.. Værter i den nye sæson var Joachim Boldsen og Camilla Ottesen. Efter to sæsoner med fravær vendte den legendariske karakter vismanden tilbage til tårnet, i den nye sæson spillet af Anders Lund Madsen.

#### Deltagere
| Program 1: Rødt hold - Lars Rasmussen (håndboldtræner) - Kristina "Mulle" Kristiansen (håndboldspiller) - Micki Cheng (kogebogsforfatter og tv-vært) Blåt hold - Michael Olesen (danser) - Morten Kjeldgaard (danser) - Sofie Østergaard (tv-vært) Program 2: Rødt hold - Amalie Szigethy (realitydeltager) - Janni Ree (realitydeltager) - Frederik Fetterlein (realitydeltager) Blåt hold - Stephanie Karma Salvarli (realitydeltager) - Gengiz Mads Salvarli (realitydeltager) - Didde Skjelmose (realitydeltager) Program 3: Rødt hold - Merete Mærkedahl (skuespiller) - Ulla Vejby (skuespiller) - Umut Sakarya (kok) Blåt hold - Signe Lindkvist (tv-vært) - Iben Hjejle (skuespiller) - Rikke Hørlykke (tidligere håndboldspiller) Program 4: Rødt hold - Pernille Harder (fodboldspiller) - Martin Jørgensen (tidligere fodboldspiller) - Chris Christoffersen (basketballspiller) Blåt hold - Mark O. Madsen (bokser) - Gunnvør Dalsgaard (realitydeltager) - Peter Palshøj (tv-vært) | Program 5: Rødt hold - Julia Sofia Aastrup (youtuber) - Alexander Husum (youtuber) - Eiqu Miller (youtuber) Blåt hold - Patrick Nielsen (bokser) - Micki Nielsen (bokser) - Gina Jaqueline (realitydeltager) Program 6: Rødt hold - Hans Lindberg (håndboldspiller) - Ida Marie Nielsen (skuespiller) - Anton Cornelius (youtuber) Blåt hold - Bro (sanger) - Therese Glahn (skuespiller) - Natasha Brock (komiker) Program 7: Rødt hold - Torben Chris (komiker) - Karsten Green (komiker) - Anne-Grethe Bjarup Riis (filminstruktør) Blåt hold - Esben Dalgaard (skuespiller) - Mille Funk (danser) - Lucy Love (sanger) Program 8: Rødt hold - Patrik Wozniacki (tenniskommentator og tidligere fodboldspiller) - Mads Laudrup (tidligere fodboldspiller) - Signe Vadgaard (tv-vært) Blåt hold - Jesper Jensen Aabo (ishockeyspiller) - Oliver Lauridsen (ishockeyspiller) - Ann-Grete Nørgaard (håndboldspiller) |

### Sæson 11 (2021-22)
11. sæson havde premiere på Viaplay i slutningen af 2021 og blev vist på TV3 i starten af 2022. Joachim Boldsen og Camilla Ottesen er fortsat værter og Anders Lund Madsen er vismanden.

## Program 1
- Karen Ellemann (politiker)
- Pia Kjærsgaard (politiker)
- Henrik Qvortrup (journalist)
- Masha Vang (blogger)
- Miki Cheng (tv-vært)
- Kristian Bech (tv-vært)

## Program 2
- Ditte Ylva (skuespiller)
- Anne-Sofie Espersen (skuespiller)
- Mark Linn (musiker)
- Tobias Hamann (tv-personlighed)
- Ditte Julie Jensen (blogger)
- Gengiz Mads Salvarli (realitydeltager)

## Program 3
- Lars Rasmussen (tidl. håndboldspiller)
- Kristina "Mulle" Kristiansen (tidl. håndboldspiller)
- Louise Kjølsen (Twerk queen)
- Linse Kessler (realitydeltager)
- Kira Eggers (model)
- Niels Laigaard Mikkelsen (Moster Niller, realitydeltager)

## Program 4
- Mai Mercado (politiker)
- Daniel Svensson (tidligere håndboldspiller)
- Sara Lygum (ejendomsmægler og tv-vært)
- Steen Langeberg (tv-vært)
- David Guldager (tv-vært)
- Cecilie Hother (tv-vært)

## Program 5
- Tina Lund (springrytter)
- Jackie Navarro (realitydeltager)
- Allan Nielsen (tidligere fodboldspiller)
- Kasper Fisker (tidligere fodboldspiller)
- Stephanie Fisker (podcastvært)
- Mette Marie Lei Lange (influencer)

## Program 6
- Jesper Skibby (tidligere cykelrytter)
- Jens Veggerby (tidligere cykelrytter)
- Christel Pixi (dessertkok)
- Masha Vang (blogger)
- Morten Münster (youtuber)
- Max Münster (youtuber)

## Program 7
- Rikke Gøransson (tv-vært)
- Frederik Nonnemann (danser)
- Oscar Bjerrehus (model)
- Phillip May (realitydeltager)
- Frederik Trudslev (youtuber)
- Signe Kragh (youtuber)

## Program 8
- Sussie Nielsen (sangerinde)
- Lukas Bundgaard (tv-personlighed)
- Johnny Hansen (dansktopsanger)
- Rachel Ellebye (årgang 0-deltager)
- Lars Ellebye (årgang 0-deltager)
- David Ellebye (årgang 0-deltager)

## Medvirkende i programmet
- Værter – Thomas Mygind (1993-2000), Camilla Sachs Bostrup (1993-1994), Sidsel Agensø (1995), Kamilla Gregersen (1996), Camilla Ottesen (1997, 2009-2010 og 2020-22), Gitte Schnell (1999-2000), Peter Schmeichel (2009-2010) og Joachim Boldsen (2020-22)
- Passepartout (dværg) – André Bouchet (1993-)
- Passepåtid (dværg) – Alain Prévost
- Tumlingen (ham, der slår på gongongen) – Yves Marchesseau (1994-2010)
- Sumo (ham, der slår på gongongen) (1993)
- Vismanden i tårnet – Ove Sprogøe (1994), Tage Axelson (1993), Ole Ernst (1995-2000) Anders Lund Madsen (2020-22)
- Monique (hende, der drejer tigerhovedet) – Monique d' Angeon (1993-)

## Fase 1
Fase 1 går ud på at få fat i de 7 nøgler til skatkammeret. Siden 1993 har deltagerne været igennem mere end 100 forskellige prøvelser. Her er nogle af dem:
- Armlægning: Deltageren skal lægge arm med en stærk mand og samtidig forsøge at få fat i nøglen, som er bag et bur ved siden af deltageren, med den anden hånd.
- Balancetromlerne: Deltageren skal prøve at få fat i nøglen ved forsigtigt at bevæge sig hen over tre store rullende tromler. Falder man ned undervejs, må man starte forfra.
- Den hurtige mestertyv: Deltageren skal prøve at få nøglen ved hurtigt at snuppe den fra mestertyven.
- Det krympende rum: En vanskelig prøvelse, hvor det er en god ting at tænke hurtigt. Nøglen ligger i en låst skattekiste, og deltageren skal få den ud ved at finde de tre nøgler, der passer i kistens låse. Undervejs i processen sænker loftet sig, og rummet bliver mindre.
- Excalibur: Deltageren skal forsøge at få et 20 kilo tungt sværd ud af en sten og derefter hugge et reb over. Nøglen sidder fast på rebet i en ring.
- Frygtens krukker: Deltageren skal prøve at få fat i nøglen ved at stikke armene ned i nogle krukker. I disse krukker befinder sig små skadedyr som f.eks. orme, rotter, mus, kakerlakker, slanger og andre kryb.
- Indbrud: Deltageren skal ind i cellen via vinduet over døren og herefter prøve at få fat i nøglen, som ligger i en pansret boks, uden at røre gulvet. Sker det, at deltageren rører gulvet eller på vej ud taber nøglen på gulvet, resulterer det i tilfangetagelse.
- Laboratoriet: Nøglen sidder i en fender i et langt vandrør. To deltagere, en, der pumper, og en, der sprøjter, skal have fat i den ved at prøve at ramme et hul så præcist som muligt. Vandet ledes herefter gennem et indviklet rørsystem for til sidst at ende i det rør, hvor nøglen befinder sig. Dette får vandstanden til at stige og gør det nemmere at få fat i nøglen.
- Lodder i kurv: Deltageren skal grave sig gennem en masse sand for at gå nogle lodder fri. Disse lodder skal man derefter smide over i en vægtkurv, så der dannes ligevægt, og nøglen frigives.
- Loftkasser: Denne prøvelse kræver to deltagere. Den ene deltager skal stå på skuldrene af den anden og med en lang pind forsøge at åbne kasserne i loftet ved at slå låsen op. Ud af kasserne falder der forskellige ting, bl.a. mel, sand, jord og andre pulveragtige ting, men i én af kasserne befinder nøglen sig.
- Mudderbrydning: En af de kvindelige deltagere skal mudderbryde mod en stærk kvinde og samtidig prøve at distrahere hende for at få fat i nøglen, som hænger i en snor ned fra loftet.
- Spande med vand: Nøglen sidder i en fender i et vandrør, og deltageren skal prøve at få fat i den ved at få vandstanden til at stige i røret. Dette gøres ved at tage vandspandene i loftet og hælde vandet over i røret. Det skal gøres, samtidig med at man løber på en trædemølle.
- Stigbøjler i loftet: Deltageren skal op og hænge med fødderne i to stigbøjler og bevæge sig fremad ved at gå fra krog til krog langs med rummet. Nøglen hænger for enden af krogene. Ligesom i 'Balancetromlerne' må man starte forfra, hvis man falder ned.
- Svømmetur: Hvis ikke gåden gættes hos vismanden i tårnet, kaster han nøglen i havet. Herefter skal en af deltagerne svømme ud efter den. Denne handling er som den eneste ikke tidsbegrænset.
- Vægt ud af vinduet: Nøglen er bundet til et reb, som igen er bundet til en række lodder, der befinder sig under havoverfalden. Deltageren skal trække lodderne op i en trisse og herefter kravle ud gennem cellens vindue og binde nøglen op.

## Fase 2
Fase 2 går ud på, at deltagerne igennem forskellige prøvelser skal finde ledetråde, som tilsammen skal give kodeordet, der skal bruges i fase 3.
Af prøvelser kan nævnes:
- Labyrinten: Deltageren skal bevæge sig igennem en mørk labyrint guidet af de andre, som råber gennem et hul i væggen. For enden af labyrinten findes der en fakkel, som skal bruges til at finde ledtråden på den tatoverede og nøgne dame.
- Glidebanen: I denne opgave bliver en af deltagerne sat fast i en bane, hvor kun hovedet er over klædet. Her skal de så bevæge sig fremad i et spor, hvor der er forskellige prøvelser som f.eks. at drikke grønt vand, puste til mel eller fjerne karkerlakker og fluer. I hver "rum" findes der en bold med et bogstav, som deltageren råber ud til sit hold.
- Edderkoppekælderen: Deltageren befinder sig her i et lille rum fyldt med edderkopper og skorpioner. På bugen af edderkopperne eller i kloen på skorpionerne findes der et stykke papir, som enten er en nitte eller en ledetråd.
- Svømning i slottes kældre: En deltager bliver igennem et dækslet sluset ind i slottes kældre. Her skal vedkommende på tid dykke ned og låse kister op for til sidst at finde ledetråden. Løber tiden ud, slukkes lyset.

## Vovestykker
Vovestykker er holdets ekstra mulighed for at skaffe sig ledetråde. Her er det oftest angsten for højder, der bliver brugt mod en af deltagerne. Prøvelserne er ofte på tid, og hvis de ikke når at få fat i ledetråden, vil denne gå op i røg.
- Bungeejump mod slotsgården: Deltageren befinder sig på et plateau i den ene ende af slotsgården allerøverst oppe. Vedkommende skal springe ud og lade sig falde i elastik mod slotsgården. Når deltageren kommer op i luften igen, skal denne forsøge at fange et rør, hvori ledetråden findes.
- Katapultering fra slotsgården: Denne udgave går ud på, at deltageren bliver skudt op i luften i et omvendt bungeejump. Vedkommende skal fange et rør med ledetråden i.
- Linedanserinden: Deltageren skal gå på line hen over slotsgården, direkte over tigergården, for at få fat i nøglen til ledetråden, som hænger inde på væggen.
- Rebstigen: Deltageren klatrer her op ad en smal og lang stige for at komme op til ledetråden i toppen.

## Fase 3
Den sidste del af udsendelsen kan betegnes som finalen. Her skal deltagerne sætte de 7 nøgler, som de har vundet i Fase 1, i porten for at kunne få adgang til tigergården. Har deltagerne ikke de syv nøgler, kan der købes ekstra nøgler, hvilket betyder at en eller to af deltagerne mister tid i gården. I gården huserer Monique og hendes tigre, som beskytter skatten. Skatten udløses ved hjælp af kodeordet, som holdet har samlet ledetråde til. Kodeordet staves, ved at personerne stiller sig på bogstaverne. Er de ikke nok, kan der bruges kanonkugler i stedet. Hvis kodeordet er korrekt, drejer Monique på tigerhovedet (statue) og får herved guldet til at falde ned i buret for enden af gården. Deltagerne skal nu samle guld ved egen hjælp, hjælpemidler er ikke tilladt. Guldet skal fragtes ud af tigergården og placeres i en spand. På et tidspunkt begynder porten at lukke sig, og tigernes bure bliver langsomt åbnet, så de til sidst kan komme ud i gården. Herefter vejes guldet og omregnes til danske kroner.